# Джигачи
Джигачи (узб. Jigʻachi / Жиғачи) — посёлок городского типа, расположенный на территории Каракульского района Бухарской области Республики Узбекистан.

Статус посёлка городского типа с 2009 года.